# Locomotiva FS 470
Le locomotive a vapore del gruppo 470 sono state locomotive a vapore con tender per servizio merci pesante su linee acclivi a 5 assi motori accoppiati.

## Storia
Il progetto della locomotiva venne elaborato, nei primi anni del Novecento, dall'Ufficio d'Arte di Firenze della Rete Adriatica e prevedeva una macchina a 5 assi accoppiati con motore a doppia espansione sistema Plancher. Lo scopo era quello di avere una macchina potente in grado di risolvere i problemi di trazione sulle più importanti linee di valico della rete. La rielaborazione del progetto da parte delle FS diede luogo alla costruzione delle locomotive del gruppo 470 le cui consegne avvennero tra il 1907 e il 1912 fino al consistente numero di 143 unità.
Le ordinazioni vennero ripartire tra le varie fabbriche dell'epoca: 64 unità vennero costruite dalla Maffei di Monaco di Baviera che le consegnò tra il 1907 e il 1909; 52 unità vennero consegnate, tra 1908 e 1911 dalle Officine Meccaniche di Milano; 17 unità furono fabbricate nelle Officine Meccaniche Navali di Napoli tra 1909 e 1912 e infine 10 unità dalla Breda consegnate nel 1909. Le locomotive lavorarono attivamente sul valico dei Giovi e su altri difficili e importanti valichi, nel tempo,  in tutto il territorio nazionale.
In seguito la maggior parte delle locomotive venne convertita nel Gruppo 471. La 470.030 fu oggetto di un esperimento di modifica del motore con l'aumento a 400 mm del diametro dei cilindri ad alta pressione in seguito al quale venne reimmatricolata nel nuovo gruppo 472 che però nel 1929 venne soppresso reimmatricolando le unità così trasformate nel gruppo 471 con progressiva numerica da 201 in poi.
L'intera serie di locomotive ha concluso i suoi servizi alla fine degli anni sessanta ed è stata radiata nel 1970. La gr. 470.092, ultima locomotiva superstite del gruppo, è esposta al Museo della Scienza e della Tecnica di Milano.

## Caratteristiche
Le locomotive erano a 5 assi accoppiati senza carrelli portanti di estremità con passo rigido di 3000 mm; per facilitare l'iscrizione in curva l'asse centrale motore era privo di bordino mentre gli assi di estremità, anteriore e posteriore, erano in grado di traslare trasversalmente di 40 mm. Questa soluzione venne ripresa di lì a poco, per la stessa motivazione, nella costruzione della Locomotiva trifase E.550.
La disposizione simmetrica del rodiggio e dei carichi assiali permetteva la bidirezionalità della macchina che, per facilitare le cose, aveva la cabina di guida di tipo chiuso e con carbonaia posteriore in modo simile a quella delle Locotender; al posto del tender classico c'era una carro speciale a 2 assi composto di un serbatoio d'acqua e di un comparto bagagliaio per il capotreno. Tale disposizione permetteva la marcia a cabina di guida avanti senza problemi ma a causa del fatto di essere chiusa si surriscaldava; questo fatto le valse il soprannome di forno crematorio a causa delle alte temperature raggiunte in cabina durante la marcia soprattutto in salita e a bassa velocità.
La caldaia, di tipo comune alle 680 e successivamente anche alle 750, era lunga 9 299 mm ed era in grado di contenere ben 5,98 m³ di acqua e un volume di vapore di 2,7 m³; tarata a 16 bar di pressione era in grado di produrre un quantitativo di vapore asciutto di 10600 kg e sviluppare la potenza di 1 000 CV. Conteneva 264 tubi bollitori del diametro di 52/47 mm, con lunghezza tra le piastre di 5,15 m, che raggiungevano una superficie di scambio di calore di 200,81 m².
Il forno, delle dimensioni di 1,795 m di lunghezza e 1,37 m di larghezza in alto, presentava una superficie di griglia di 3,5 m².
Le 470 avevano un meccanismo motore sistema Plancher a 4 cilindri, di cui 2 a bassa pressione del diametro di 610 mm e 2 ad alta pressione di 375 mm di diametro con una corsa di 650 mm. Il vapore di alimentazione arrivava loro tramite distributori a stantuffo con leveraggio di azionamento di tipo Walschaerts.
La locomotiva pesava a pieno carico e in assetto di servizio 74,8 t ripartite su 5 assi in maniera equilibrata con un massimo di 15,1 t sull'asse anteriore, il maggiormente caricato per ragioni di sicura inscrizione in curva. Tutto il peso era anche aderente data l'assenza di carrelli o assi portanti ulteriori.
Si trattava di una locomotiva prevista soprattutto per il traino di treni pesanti sulle linee di valico e di montagna. Per tale motivo non era particolarmente veloce, raggiungeva i 50 km/h,  ma in virtù delle ruote piccole (1350 mm) aveva in cambio una buona capacità di traino in salita. Sulla linea dei Giovi tuttavia venne presto sostituita dalle locomotive trifase E.550 ed assegnata ad altri percorsi di valico.
Il carico di carbone era ripartito in ragione di 4 t nella carbonaia della cabina e 1,6 t ulteriori nel tender-bagagliaio. L'acqua era invece tutta nel tender per un volume di 13 m³.
Il tender originale era a 2 assi diviso in due parti di cui quella posteriore fungeva da bagagliaio e posto per il capotreno; ciò venne fatto nell'intento di risparmiare un vagone di servizio da trainare a vantaggio del carico trasportabile.